# Championnat d'Espagne de football 2002-2003
 (octobre 2024).
Si vous disposez d'ouvrages ou d'articles de référence ou si vous connaissez des sites web de qualité traitant du thème abordé ici, merci de compléter l'article en donnant les références utiles à sa vérifiabilité et en les liant à la section « Notes et références ».
Navigation
Championnat d'Espagne 2001-2002 Championnat d'Espagne 2003-2004
Le Championnat d'Espagne de football de Primera División 2002-2003 est la 72e édition de ce championnat.

## Classement
| Rang | Équipe                 | Pts | J  | G  | N  | P  | Bp | Bc | Diff |
| ---- | ---------------------- | --- | -- | -- | -- | -- | -- | -- | ---- |
| 1    | Real Madrid SU         | 78  | 38 | 22 | 12 | 4  | 86 | 42 | +44  |
| 2    | Real Sociedad          | 76  | 38 | 22 | 10 | 6  | 71 | 45 | +26  |
| 3    | Deportivo La Corogne S | 72  | 38 | 22 | 6  | 10 | 67 | 47 | +20  |
| 4    | Celta de Vigo          | 61  | 38 | 17 | 10 | 11 | 45 | 36 | +9   |
| 5    | Valence CF T           | 60  | 38 | 17 | 9  | 12 | 56 | 35 | +21  |
| 6    | FC Barcelone           | 56  | 38 | 15 | 11 | 12 | 63 | 47 | +16  |
| 7    | Athletic Bilbao        | 55  | 38 | 15 | 10 | 13 | 63 | 61 | +2   |
| 8    | Real Betis             | 54  | 38 | 14 | 12 | 12 | 56 | 53 | +3   |
| 9    | RCD Majorque C         | 52  | 38 | 14 | 10 | 14 | 49 | 56 | -7   |
| 10   | Séville FC             | 50  | 38 | 13 | 11 | 14 | 38 | 39 | -1   |
| 11   | CA Osasuna             | 47  | 38 | 12 | 11 | 15 | 40 | 48 | -8   |
| 12   | Atlético de Madrid P   | 47  | 38 | 12 | 11 | 15 | 51 | 56 | -5   |
| 13   | Málaga CF              | 46  | 38 | 11 | 13 | 14 | 44 | 49 | -5   |
| 14   | Real Valladolid        | 46  | 38 | 12 | 10 | 16 | 37 | 40 | -3   |
| 15   | Villarreal CF          | 45  | 38 | 11 | 12 | 15 | 44 | 53 | -9   |
| 16   | Racing de Santander P  | 44  | 38 | 13 | 5  | 20 | 54 | 64 | -10  |
| 17   | Espanyol de Barcelone  | 43  | 38 | 10 | 13 | 15 | 48 | 54 | -6   |
| 18   | Recreativo de Huelva P | 36  | 38 | 8  | 12 | 18 | 35 | 61 | -26  |
| 19   | Deportivo Alavés       | 35  | 38 | 8  | 11 | 19 | 38 | 68 | -30  |
| 20   | Rayo Vallecano         | 32  | 38 | 7  | 11 | 20 | 31 | 62 | -31  |

Qualifications européennes
Ligue des champions 2003-2004
- 1er et 2e : phase de groupes
- 3e et 4e : 3e tour de qualification

Coupe UEFA 2003-2004
- 5e, 6e et C : 1er tour

Coupe Intertoto 2003
- 15e : 3e tour
- 16e : 2e tour

Relégation
- 18e, 19e et 20e : relégation en Segunda División

Abréviations
- T : Tenant du titre
- C : Vainqueur de la Coupe du Roi 2002-2003
- S : Vainqueur de la Supercoupe d'Espagne 2002
- SU : Vainqueur de la Supercoupe de l'UEFA 2002
- P : Promus de Segunda División

## Buteurs
|                  | Club                 | Buts | Matchs |
| ---------------- | -------------------- | ---- | ------ |
| Roy Makaay       | Deportivo la Corogne | 29   | 38     |
| Ronaldo          | Real Madrid          | 23   | 31     |
| Nihat Kahveci    | Real Sociedad        | 23   | 35     |
| Darko Kovacevic  | Real Sociedad        | 20   | 36     |
| Raùl             | Real Madrid          | 16   | 31     |
| Patrick Kluivert | FC Barcelone         | 16   | 36     |
| Fernando         | Betis Séville        | 15   | 35     |
| Javi Guerrero    | Racing Santander     | 15   | 35     |
| Samuel Eto'o     | Majorque             | 14   | 30     |

## Bilan de la saison
| Tableau d'Honneur                 |               |
| Compétition                       | Vainqueur     |
| Championnat d'Espagne de football | Real Madrid   |
| Coupe d'Espagne de football       | Real Majorque |

| Promotions et relégations    |                                                   |
| Relégués en Segunda División | Recreativo Huelva Deportivo Alavés Rayo Vallecano |
| Promus en Primera División   | Real Murcie Real Saragosse Albacete Balompié      |